# Erro Wacker
Erro Wacker (* um 1925) ist ein deutscher Sprecher und Moderator.

## Leben
Erro Wacker wirkte 1955 als „Adjutant“ in einer kleinen Rolle in dem Film 08/15 Zweiter Teil mit. Danach wurde er jedoch als Sprecher beim Bayerischen Rundfunk tätig. So sprach er Radiohörspiele und Märchenplatten als Erzähler ein, war auch Sprecher von einigen Kurz-Dokumentarfilmen.
Wacker war auch als Sprecher an den ersten Ausgaben der Philips Jahres-Chronik beteiligt. Sehen konnte man ihn in den 1970er Jahren als Nachrichtensprecher im BR Fernsehen ("Studienprogramm"). Außerdem moderierte er mehrere Jahre lang das Telefonwunschkonzert im Hörfunkprogramm Bayern 1.

## Filmografie (Auswahl)
- 1955: 08/15 Zweiter Teil
- 1963–1964: Kennst du...? (Fernsehsendung, 6 Folgen)